# End of Justice - Nessuno è innocente
End of Justice - Nessuno è innocente (Roman J. Israel, Esq.) è un film del 2017 scritto e diretto da Dan Gilroy, con protagonista Denzel Washington.
Presentato in anteprima al Toronto International Film Festival, ha ottenuto una candidatura ai Premi Oscar 2018 per il miglior attore protagonista.

## Trama
Los Angeles. Roman J. Israel è un avvocato afroamericano legato a un immaginario passato risalente agli anni settanta, come testimoniano il suo look, il taglio di capelli vintage e i quadri appesi alle pareti della sua casa. È idealista, attivista e per nulla incline ai compromessi. Lavora in uno studio penalista orientato alla difesa dei più deboli. Israel è il topo d'archivio che fa vincere le cause; il socio invece è il portavoce con le doti sociali, quello che valorizza lo studio e gli assicura la sopravvivenza tra una causa pro bono e l’altra.
Morto il secondo, il primo si trova spiazzato e costretto a confrontarsi con il mondo del lavoro e i suoi compromessi. Troppo duro e puro per sporcarsi le mani con cause di dubbia morale, troppo serio per mediare con gli altri avvocati, troppo preparato e maniacale per lavorare in modo superficiale, come spesso è richiesto, o per tollerare come gli altri lavorano. Accetta un posto in un prestigioso studio legale gestito dal ricco e ambizioso George Pierce, sostenitore di valori morali ben diversi da quelli che Israel ha sempre onorato. Il desiderio di arrivare e il fascino del denaro, del successo e dell’accettazione sociale lo trasformano sino all'estremo, portandolo a compiere un’azione illegale: riscuotere la cospicua taglia su un ricercato fornendo informazioni ricevute da un suo assistito e violando così il segreto professionale.
La nuova vita sembra piacergli: un nuovo taglio di capelli, vestiti di buona fattura, un nuovo appartamento in un quartiere elegante ma, quando la vita sembra cominciare a sorridergli, le cose si complicano perché si troverà a dover difendere l'uomo incarcerato a causa della sua delazione e che conosce il suo segreto. La minaccia di morte riporterà Roman bruscamente indietro, facendolo tornare alle vecchie abitudini e al vecchio look, costringendolo inoltre a un'autoanalisi con la quale sarà contemporaneamente giudice e imputato. Ma non basterà: la realtà si presenterà drammaticamente e tragicamente presentandogli il conto da pagare.

## Produzione
Nell'agosto del 2016, è stato annunciato che Dan Gilroy sarebbe tornato dietro la macchina da presa con il film Inner City, descritto dal regista come un thriller legale sui toni de Il verdetto, con protagonista Denzel Washington. Il direttore della fotografia Robert Elswit e il montatore John Gilroy, che avevano già collaborato con il regista nel precedente Lo sciacallo - Nightcrawler, hanno nuovamente ricoperto i loro ruoli. Nei primi mesi del 2017, il cast del film è stato completato dalle aggiunte di Colin Farrell, Ashton Sanders, Nazneen Contractor, e Joseph David-Jones.
Le riprese sono iniziate nell'aprile del 2017 e si sono tenute a Los Angeles. Carmen Ejogo è entrata nel cast a riprese inoltrate. A giugno, il film è stato re-intitolato Roman J. Israel, Esq.
Il budget del film è stato di 22 milioni di dollari.

## Promozione
Il primo trailer del film è stato diffuso il 5 ottobre 2017.

## Distribuzione
La pellicola è stata presentata in anteprima al Toronto International Film Festival il 10 settembre 2017, e ha avuto una distribuzione limitata nelle sale cinematografiche statunitensi a partire 17 novembre 2017 da Columbia Pictures, per poi espandersi dal 22 novembre. In Italia viene distribuito a partire dal 31 maggio 2018.

## Accoglienza

### Incassi
Negli Stati Uniti il film ha incassato 11,9 milioni di dollari, risultando un flop commerciale, il peggiore con protagonista Washington dai tempi di Mississippi Masala, che incassò 7,3 milioni nel 1992.

### Critica
Sul sito Rotten Tomatoes il film ottiene il 51% delle recensioni professionali positive, basata su 136 critiche, con un voto medio di 5,8 su 10; il sito scrive: "Intrigante, ma goffamente confusionario, Roman J. Israel, Esq. vive del suo protagonista eponimo, interpretato magneticamente da Denzel Washington, senza però mai riuscire ad andare oltre". Su Metacritic invece ottiene un punteggio di 58 su 100, basato su 41 recensioni.
Scrivendo per Rolling Stone, Peter Travers assegna al film un punteggio di tre stelle su quattro, lodando prevalentemente l'interpretazione di Washington e scrivendo: "Washington scava così a fondo in un personaggio già complesso di suo da riuscire a connettersi allo spettatore come fosse reale [...] una grande interpretazione, presente in un film quasi incapace di contenerla". Richard Roeper del Chicago Sun-Times ha assegnato al film due stelle su quattro, lodando anch'egli l'interpretazione di Washington, ma criticandone la narrazione: "Roman J. Israel, Esq. intriga, e la collaborazione tra il regista Gilroy e la star Washington sembrerebbe far sperare in un grande personaggio drammatico. Queste promesse, purtroppo, non verranno mai mantenute".

## Riconoscimenti
- 2018 - Premio Oscar[1]
  - Candidatura per il miglior attore a Denzel Washington
- 2018 - Golden Globe[23]
  - Candidatura per il miglior attore in un film drammatico a Denzel Washington
- 2018 - Screen Actors Guild Award[24]
  - Candidatura per il miglior attore a Denzel Washington
- 2018 - NAACP Image Award[25]
  - Candidatura per il miglior film
  - Candidatura per il miglior attore a Denzel Washington
- 2018 - Black Reel Awards
  - Candidatura per il miglior attore a Denzel Washington
- 2017 - Heartland Film
  - Miglior film
- 2017 - Women Film Critics Circle Awards
  - Candidatura per il miglior attore a Denzel Washington

## Rimontaggio
In seguito all'accoglienza tiepida riservatagli a Toronto, il film è stato ri-montato, tagliandone una dozzina di minuti e velocizzandone il ritmo, oltre che spostando una scena chiave riguardante il personaggio di Colin Farrell dal terzo atto alla prima metà del film.